# جامعة الزيتونة (تونس)
جامعة الزيتونة هي جامعة حكومية قديمة في تونس العاصمة. وأدت دوراً في نشر الثقافة العربية الإسلامية واللغات والهندسة في العالم الاسلامي.
تأسست الجامعة في البداية في جامع الزيتونة الذي بني في نهاية القرن السابع أو أوائل القرن الثامن وتطور ليصبح مركزًا تعليميًا إسلاميًا رئيسيًا في شمال إفريقيا. ويتكون من المعهد العالي للاهوت والمعهد العالي للحضارة الإسلامية بتونس ومؤسسة بحثية هي مركز الدراسات الإسلامية بالقيروان.

## جامعة الزيتونة التاريخية
من أبرز رموز الزيتونة الشيخ الطاهر بن عاشور، والطاهر الحداد، وابن خلدون، وقد اشتهرت الجامعة الزيتونية في العهد الحفصي بالفقيه المفسّر والمحدّث محمد بن عرفة ثم من أعلام الحركة الإصلاحية سالم بوحاجب ومحمد النخلي ومحمد الطاهر بن عاشور صاحب تفسير التحرير والتنوير، ومحمد الخضر حسين شيخ جامع الأزهر ومحمد العزيز جعيط والمصلح الزعيم عبد العزيز الثعالبي وشاعر تونس أبو القاسم الشابي صاحب (ديوان أغاني الحياة) والطاهر الحداد صاحب كتاب (امرأتنا في الشريعة والمجتمع) والقاضي محمد بن عمار وغيرهم كثير من النخب التونسية والمغاربية والعربية.
تجاوز إشعاع جامعة الزيتونة حدود تونس ليصل إلى سائر الأقطار الإسلامية ولعلّ المفكر العربي الكبير شكيب أرسلان يوجز دور الزيتونة عندما اعتبره إلى جانب الأزهر والأموي والقرويين أكبر حصن للغة العربية والشريعة الإسلامية في القرون الأخيرة.
المعاهد الزيتونية الإعدادية والثانوية كانت حتى بداية الستينات من القرن العشرين منتشرة في أغلب المدن التونسية، هذا بالنسبة للمعاهد الإعدادية، أما المعاهد الزيتونية الثانوية فكانت توجد فقط في العاصمة وبعد أصلاح التعليم الزيتوني في بداية الخمسينات أُقرَّت البرامج الرسمية لوزارة التربية لتطبق في كل المعاهد الزيتونية الإعدادية منها والثانوية. وتم إنشاء الشعبة العصرية في هذه المعاهد وكانت تضم شعبتين هما شعبة الآداب أو الفلسفة وشعبة الرياضيات، وكانت الدروس في هاتين الشعبتين تجري بنفس النسق ونفس عدد الحصص المخصصة للغات العربية والفرنسية والإنجليزية وكذلك نفس عدد الحصص بالنسبة للعلوم الصحيحة من رياضيات وفيزياء وعلوم طبيعية ولكن باللغة العربية داخل القاعات وإن كانت الدروس تعتمد الكتب الفرنسية المتوفرة في تلك الحقبة دون وجود لمراجع باللغة العربية. وهذا الواقع أوحى لتلامذة الزيتونة بالتقدم لامتحان الباكلورية التونسية الفرنسية اللغة وقد تمكن عدد منهم من اجتياز الباكلورية بنجاح قبل أن يصدر قرار بمنع الباقين من تكرار العملية وقد أُغلِقَت هذه المعاهد في بداية الستينات من القرن العشرين
وبالإضافة إلى الشعبة العصرية بفرعيها كانت هناك الشعبة العلمية وهي تسمية للشعبة التي تعنى بدراسة العلوم الدينية أساسًا بالإضافة إلى اللغة العربية والعلوم الصحيحة. وقد لقيت هذه الشعبة نفس المصير وانتهى التعليم الزيتوني عندما وصل إلى أعلى درجة من التطور شهدها على مدى قرون طويلة.

## جامعة الزيتونة الحالية

### تأسيسها
بعد الاستقلال عوض التعليم الزيتوني بكلية للشريعة وأصول الدين. أما جامعة الزيتونة الحالية فقد أسست بمقتضى القانون عدد 83 لسنة 1987، المؤرّخ في 31 ديسمبر 1987.

### مؤسساتها
وهي تضمّ أربع مؤسّسات للتّعليم العالي والبحث هي:
- المعهد العالي لأصول الدين بتونس.
- المعهد الأعلى للحضارة الإسلاميّة.
- مركز الدّراسات الإسلاميّة بالقيروان.
- المعهد العالي للعلوم الإسلامية بالقيروان

### إحصائيات
تعد جامعة الزيتونة أصغر جامعة تونسية من حيث عدد طلبتها إذ طبقا لإحصائيات العام الدراسي 2009- 2010 بلغ مجموعهم: 1573.

### الرؤساء
- ؟ - ؟: أبو لبابة الطاهر حسين
- 1989 - 1990: علي الشابي
- 1995 - ؟: جلول الجريبي
- محمد التومي من؟ إلى ؟
- أبوبكر الأخزوري من؟ إلى ؟
- 2011 - 2014: عبد الجليل بن سالم
- 2014 -2020: هشام قريسة
- 2020 - الآن: عبد اللطيف البوعزيزي

## أبرز خريجي الجامعة
فيما يلي قائمة بأشهر خريجي الجامعة:

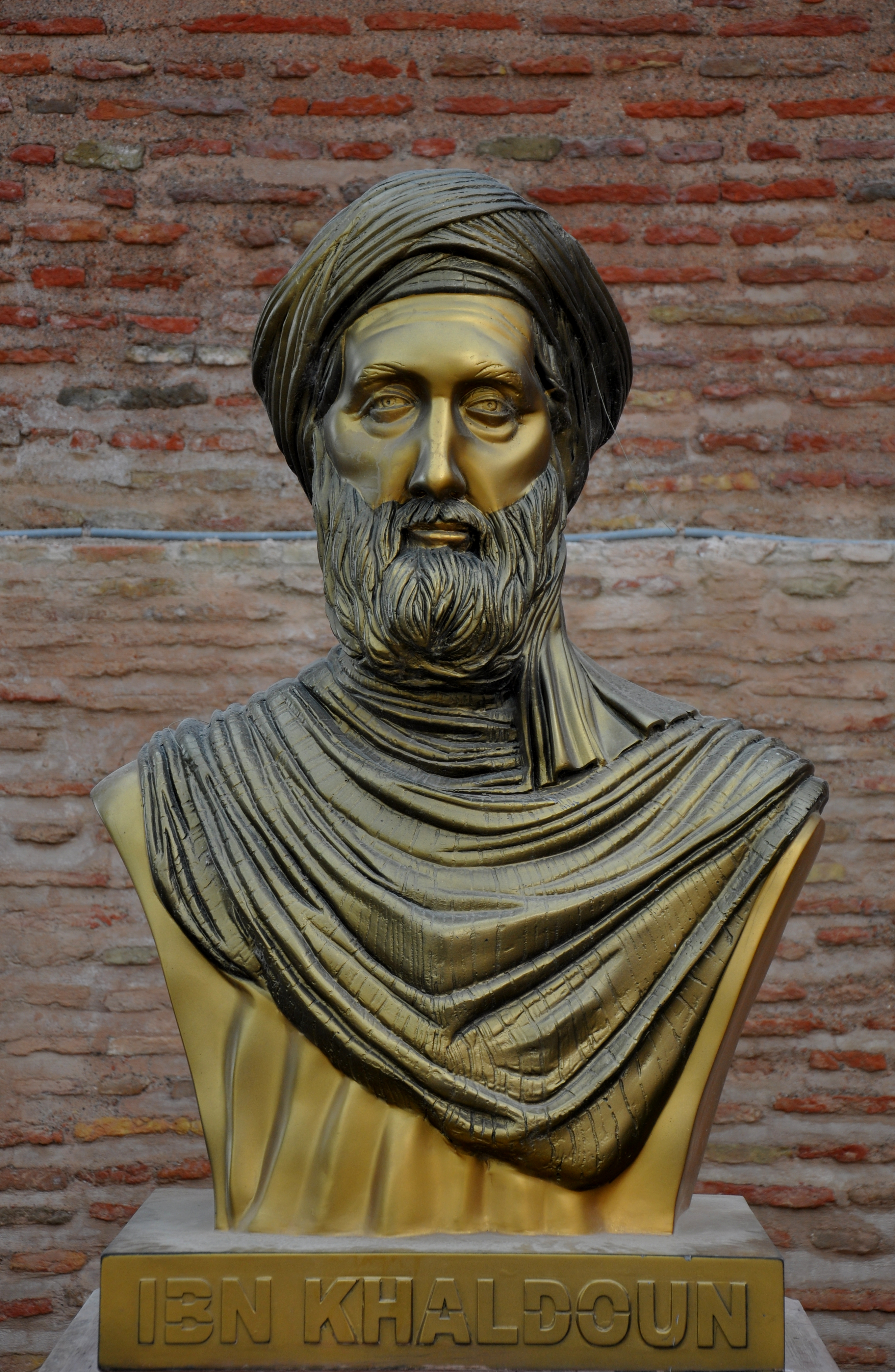
ابن خلدون، عالم مسلم مؤسس علم الاجتماع
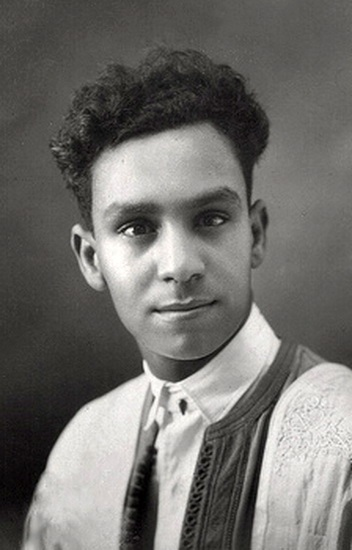
أبو القاسم الشابي، شاعر تونسي
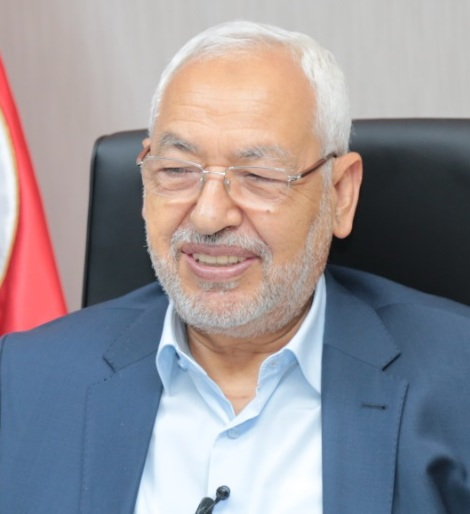
راشد الغنوشي، سياسي تونسي، زعيم حركة النهضة التونسية
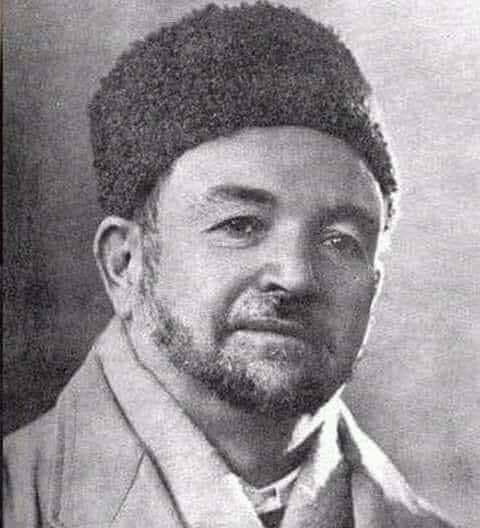
العربي التبسي، رئيس جمعية العلماء المسلمين الجزائريين
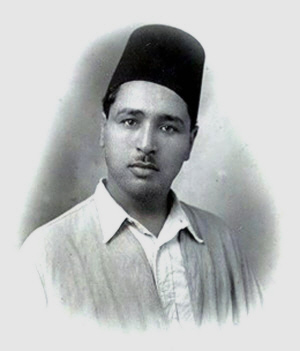
الطاهر الحداد، مؤلف ونقابي ومنظر تونسي
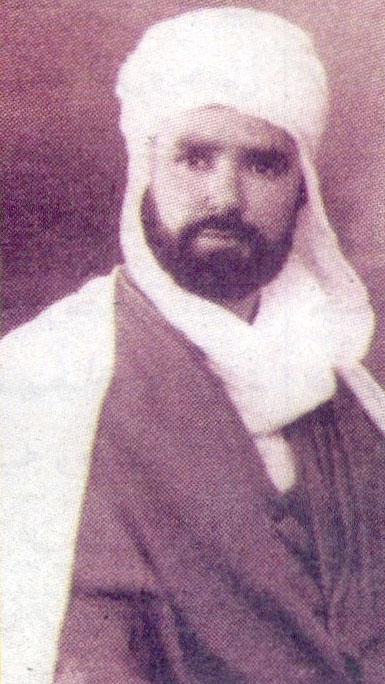
مبارك الميلي، إصلاحي جزائري وعضو بارز في جمعية العلماء المسلمين الجزائريين.
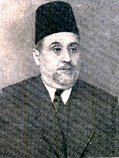
عبد العزيز الثعالبي، زعيم تونسي سياسي وديني
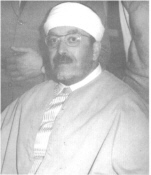
محمد الفاضل بن عاشور، عالم دين تونسي
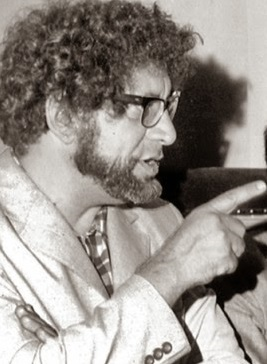
زبير التركي، رسام ونحات تونسي
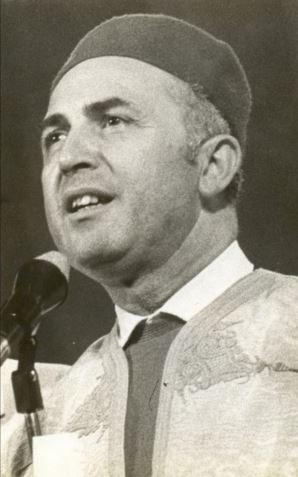
صالح المهدي، عازف موسيقي وملحن تونسي.
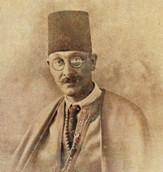
محمد بن عمار عالم ورجل قضاء

### مواضيع ذات صلة
- قائمة الجامعات الإسلامية

### وصلات خارجية
- موقع جامعة الزيتونة
- منظومة التدريس عن بعد بجامعة الزيتونة